# Bayerisches Sport-Leistungs-Abzeichen

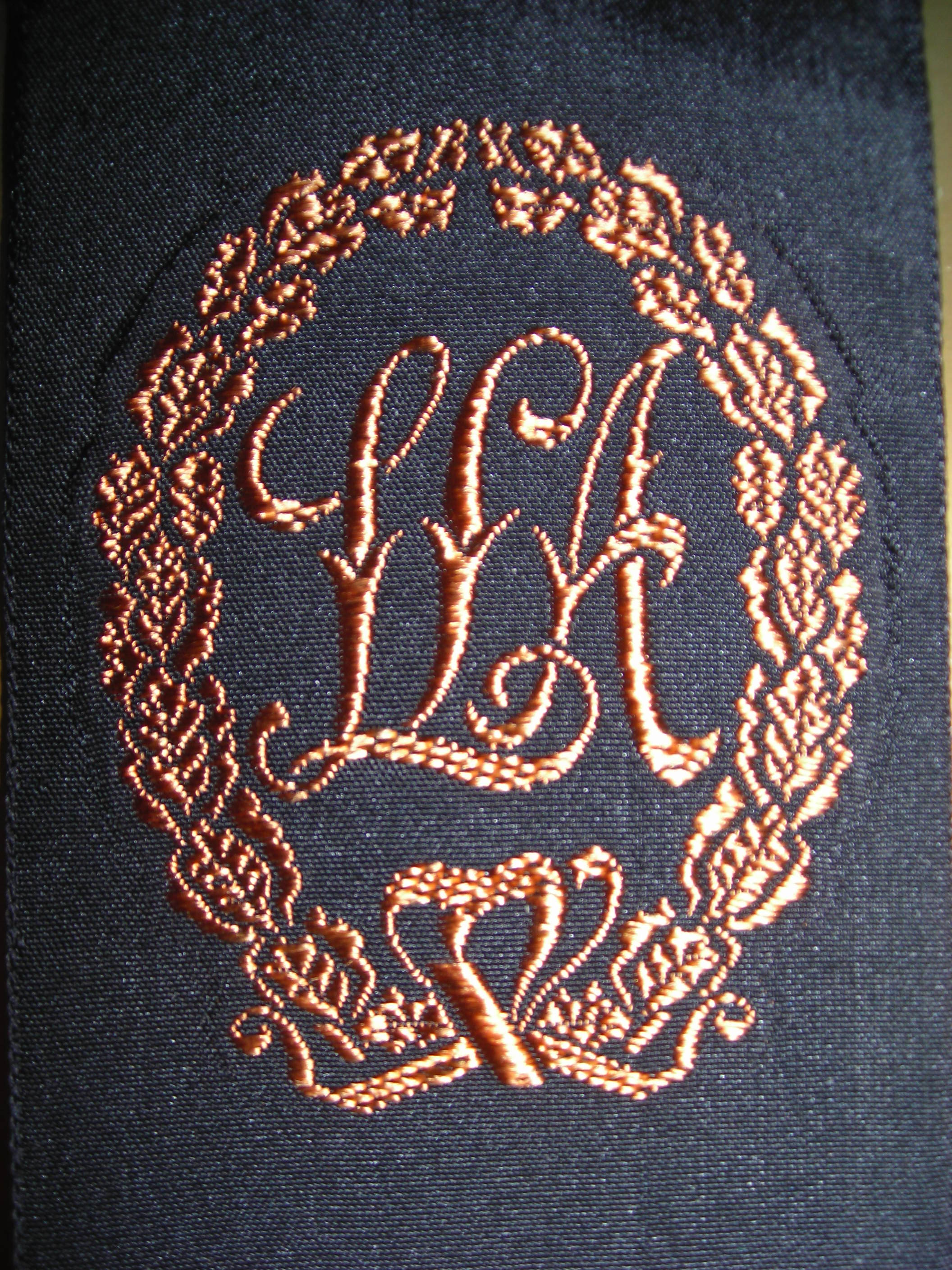
Bayerisches Sport-Leistungs-Abzeichen in Bronze (Aufnäher)

Das Bayerische Sport-Leistungs-Abzeichen, abgekürzt SLA, wurde vom Bayerischen Landes-Sportverband an Erwachsene verliehen, nachdem sie bestimmte, verschiedenartige sportliche Leistungen im Freizeitsport erbracht haben. Das SLA wurde von 1949 bis 2012 verliehen. Grund für die Abschaffung war die Reform des Deutschen Sportabzeichens, welches seit 2013 ebenfalls verschiedene Leistungsstufen aufweist.
Es gab drei Leistungsstufen – Bronze, Silber und Gold – und es wurde durch Aushändigung einer Urkunde verliehen und ggf. vom Sportler durch Abzeichen gezeigt. Je nach Höhe der erzielten Leistung wurde das Abzeichen einmal im Jahr entweder in Bronze, Silber oder Gold verliehen, wenn die Leistung innerhalb eines Kalenderjahres in allen fünf Gruppen erreicht wurden, dabei war einmal Ausgleich zulässig, d. h. erzielte der Bewerber für das Silberabzeichen in einer Gruppe eine Goldleistung, so genügte in einer anderen Gruppe die Bronzeleistung zum Ausgleich. Anderes Beispiel: Erzielte der Bewerber für das Goldabzeichen eine Sonderleistung, die gleich war der für Gold erforderlichen, zuzüglich bzw. abzüglich der Differenz zwischen Silber- und Goldleistung, dann brauchte er in einer beliebigen anderen Prüfungsteilen nur die Silberleistung erreichen, um das Goldabzeichen zu erlangen. Die Bronzeleistung musste in allen Fällen erreicht werden. Leistungen des Deutschen Sportabzeichens waren nicht koppel- oder anrechenbar.
Das SLA in Gold mit Wiederholungszahl (5, 10, 15 usw.) erwarb, wer die entsprechende Anzahl der bestätigten Verleihungsurkunden in Gold vorlegen konnte oder das 50. Lebensjahr (Frauen das 40.) vollendete und das SLA in Gold mindestens einmal abgelegt hatte. Alle bisherigen und weiteren Verleihungen, auch in Bronze und Silber, wurden für die entsprechende Zahl mit anerkannt.
Im Gegensatz zum Deutschen Sportabzeichen war beim SLA eine sofortige Verleihung des Gold-Abzeichens möglich. Das Abzeichen ist kein vom Bundespräsidenten anerkanntes Ehrenzeichen, vgl. Vom Bundespräsidenten anerkannte Auszeichnungen für sportliche Leistungen.

## Abzeichenarten
Es wurden folgende Abzeichen ausgegeben: Großabzeichen, Anstecknadeln (jeweils blechern) und Aufnäher – jeweils in Bronze, Silber und Gold.